# Ion Gavrilă Ogoranu
Ion Gavrilă Ogoranu (n. 6 ianuarie 1923, Gura Văii, România – d. 1 mai 2006, Sântimbru, Alba, România) a fost liderul unui grup anticomunist de luptători în munți, activând în Munții Făgăraș, membru al tineretului Mișcării Legionare, precum și ideolog de extrema dreaptă în perioada post-1989. În memoriile sale, mărturisește că a aflat în anul 1976, pe când era anchetat la Securitate, la Rahova, că în acte, localitatea sa de naștere era Iași, județul Făgăraș (așa i-au spus anchetatorul și securistul Nagy).

## Biografie
Ion Gavrilă Ogoranu s-a născut într-o familie de români cu trei copii, în Țara Făgărașului. A învățat la liceul „Radu Negru” din Făgăraș. A urmat cursurile Facultății de Agronomie din Cluj.
Ion Gavrilă Ogoranu a făcut parte din Mișcarea Legionară, Frăția de Cruce „Negoiul” și a fost un militant al acestei organizații.
S-a angajat ca luptător anticomunist în facultate, la Cluj. S-a încadrat cu întreaga viață deplin și pentru totdeauna în rezistența armată anticomunistă din România, conducând șapte ani Grupul Carpatin Făgărășan. Pentru activitatea sa a fost condamnat, în contumacie, la moarte. Timp de 29 de ani, organele securității nu au putut să-l captureze. Prins în 1976, a fost salvat de la execuție cu ajutorul soției sale Ana Gavrilă Ogoranu, când aceasta a cerut în scris intervenția directă a președintelui american, Nixon.
A fost înmormântat la 4 mai 2006 în cimitirul satului Galtiu din comuna Sântimbru, județul Alba.
În 2008 a fost înființată fundația Ion Gavrilă Ogoranu.

## Scrieri antume și postume
- Ion Gavrilă Ogoranu, Brazii se frâng, dar nu se îndoiesc, vol. I, Editura Marineasa - Timișoara, 1993
- Ion Gavrilă Ogoranu, Brazii se frâng, dar nu se îndoiesc, vol. II, Editura Marineasa - Timișoara, 1996
- Ion Gavrilă Ogoranu, Brazii se frâng, dar nu se îndoiesc, vol. III împreună cu Lucia Baki Nicoară - Editura Marineasa - Timișoara, 1999; (ediția a II-a, Editura Mesagerul de Făgăraș, 2011, ISBN 973-85045-8-9)
- Ion Gavrilă Ogoranu, Brazii se frâng, dar nu se îndoiesc, vol. IV - Editura Mesagerul de Făgăraș, 2004
- Ion Gavrilă Ogoranu, Brazii se frâng, dar nu se îndoiesc, vol. V - La pas prin Frăția de Cruce - Editura Mișcării Legionare, 2006
- Ion Gavrilă Ogoranu, Brazii se frâng, dar nu se îndoiesc, vol. VI - Episcopul Ioan Suciu în fața furtunii, Editura Viața Creștină, Cluj 2006,
- Ion Gavrilă Ogoranu, Elis Neagoe-Pleșa, Liviu Pleșa, Brazii se frâng, dar nu se îndoiesc, vol. VII - Rezistența anticomunistă din Munții Apuseni, Editura Marist, Baia Mare 2007,
- Ion Gavrilă Ogoranu, Întâmplări din lumea lui Dumnezeu - Editura „M.C.”, 1999,
- Ion Gavrilă Ogoranu, Amintiri din copilărie, Editura Marineasa - Timișoara, 2000,
- Ion Gavrilă Ogoranu, Anamaria Ciur, Iuda - roman, Editura Marist, Baia Mare 2008.

## Ion Gavrilă Ogoranu în cinematografie
- Ion Gavrilă Ogoranu a devenit erou în filmul românesc (2009), Portretul luptătorului la tinerețe realizat de regizorul Constantin Popescu, producătorul filmului fiind tatăl regizorului, Titi Popescu. Filmul a ieșit pe ecranele din România în luna noiembrie 2010.
  - Prezențe românești la Berlinală. Producția românească din cadrul secțiunii „Forum” a stîrnit controverse, Radio Free Europe, 15 februarie 2010 .
  - William Totok, „Portretul luptătorului la tinerețe (Film von Constantin Popescu, 2010)”, în: Handbuch des Antisemitismus. Judenfeindschaft in Geschichte und Gegenwart, Literatur, Film, Theater und Kunst, vol. 7, [Lexiconul antisemitismului], editat de Wolfgang Benz, Editura De Gruyter Saur, Berlin / München / Boston, 2014, pp. 390–391.